# Philip Samuelsson
Philip Bo Samuelsson (* 26. Juli 1991 in Leksand) ist ein US-amerikanischer Eishockeyspieler schwedischer Herkunft, der seit Juli 2025 beim italienischen Klub HC Bozen aus der ICE Hockey League unter Vertrag steht und dort auf der Position des Verteidigers spielt. Zuvor absolvierte Samuelsson unter anderem über 550 Spiele in der American Hockey League (AHL) und bestritt darüber hinaus 13 Partien für die Pittsburgh Penguins und Arizona Coyotes in der National Hockey League (NHL).

## Karriere

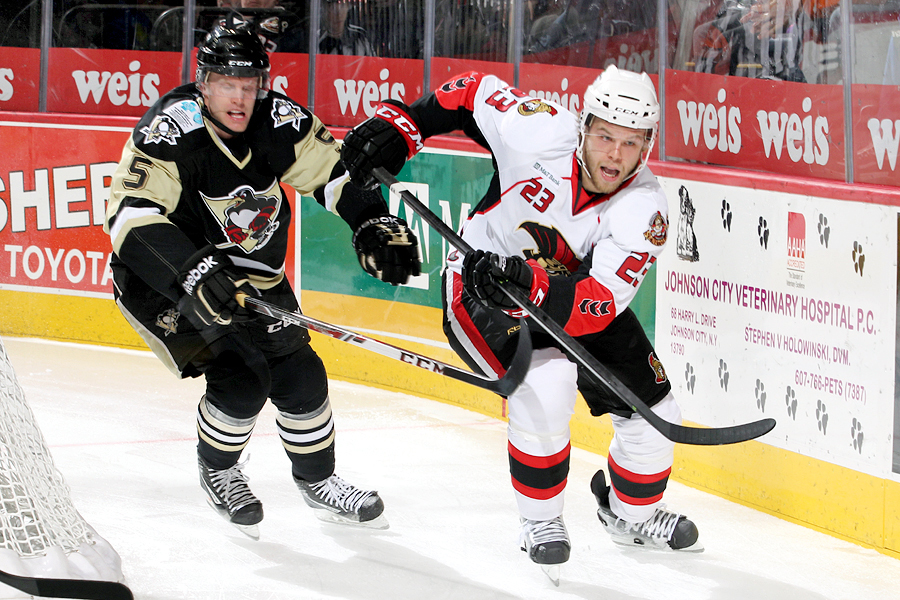
Samuelsson (links) im Trikot der Wilkes-Barre/Scranton Penguins (2013)

Samuelsson, dessen Vater Ulf Samuelsson lange in der National Hockey League (NHL) spielte, wurde während des Sommerurlaubs seiner Eltern im schwedischen Leksand geboren und wuchs in den Vereinigten Staaten auf. Dort spielte er in der Saison 2008/09 zunächst für die Chicago Steel in der United States Hockey League (USHL), ehe er zum Saisonende kurzzeitig ins US National Team Development Program des US-amerikanischen Eishockeyverbandes USA Hockey wechselte, um sich auf die U18-Junioren-Weltmeisterschaft 2009 vorzubereiten. Im Anschluss daran wurde der Verteidiger im NHL Entry Draft 2009 in der zweiten Runde an 61. Stelle von den Pittsburgh Penguins, dem Team für das auch sein Vater gespielt hatte, ausgewählt. Zunächst wechselte Samuelsson aber an das Boston College und lief dort für die folgenden beiden Spielzeiten in der Hockey East, einer Division der National Collegiate Athletic Association (NCAA), auf. In beiden Spieljahren errangen die Eagles die Meisterschaft der Hockey East und feierten im Jahr 2010 zudem den Gewinn der nationalen Meisterschaft.
Im April 2011 unterzeichnete der Abwehrspieler schließlich seinen ersten Profivertrag in der Organisation der Pittsburgh Penguins und wurde in den folgenden dreieinhalb Jahren hauptsächlich in deren Farmteams, den Wilkes-Barre/Scranton Penguins in der American Hockey League (AHL) und den Wheeling Nailers in der ECHL, eingesetzt. Im Verlauf der Saison 2013/14 feierte er schließlich sein Debüt in der NHL für die Penguins, als er in fünf Spielen eingesetzt wurde. Dennoch fand er sich in der Saison 2014/15 erneut in der AHL wieder, bevor er im Dezember 2014 im Tausch für Rob Klinkhammer zu den Arizona Coyotes transferiert wurde. Diese ließen ihn aber auch in der AHL bei ihrem Farmteam Portland Pirates verweilen. Erst im weiteren Saisonverlauf kam er zu vier NHL-Einsätzen für die Coyotes. Ebenso viele bestritt er auch in der Saison 2015/16, als er hauptsächlich für die Springfield Falcons in der AHL aktiv war. Da die Coyotes den auslaufenden Vertrag am Saisonende nicht verlängerten, schloss sich Samuelsson Anfang Juli 2016 als Free Agent den Canadiens de Montréal an, die ihn im Verlauf der Vorbereitung an ihr Farmteam St. John’s IceCaps abgaben.

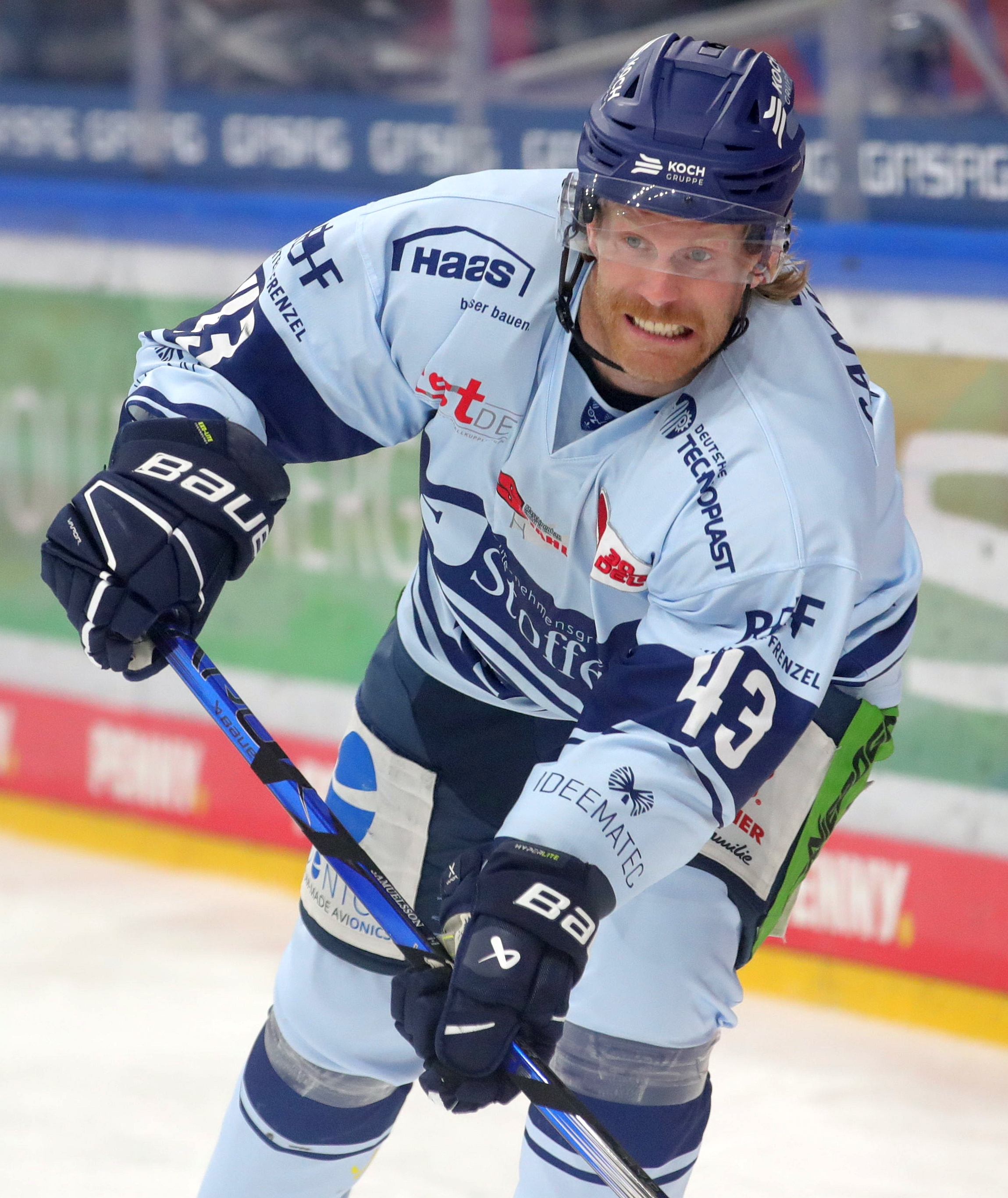
Samuelsson als Spieler der Straubing Tigers (2023)

Nach etwa einer halben Saison, die Samuelsson ausschließlich bei den IceCaps in der AHL verbracht hatte, wurde er im Tausch für Keegan Lowe an die Carolina Hurricanes abgegeben. Diese setzen ihn ebenfalls vorläufig in der AHL ein, bei den Charlotte Checkers. Nach der Saison 2017/18 wurde sein auslaufender Vertrag in Carolina nicht verlängert, sodass er im Oktober 2018 einen auf die AHL beschränkten Kontrakt bei den Lehigh Valley Phantoms unterzeichnete. Im Sommer 2019 verließ der Abwehrspieler den nordamerikanischen Kontinent und setzte seine Karriere in Europa fort. Zunächst schloss er sich im August 2019 dem Mountfield HK aus der tschechischen Extraliga an, verließ den Klub jedoch bereits einen Monat später. Er wechselte in die Svenska Hockeyligan (SHL), wo er die Spielzeit bei Leksands IF fortsetzte. Im Juli 2020 wechselte Samuelsson schließlich für zwei Spielzeiten zum Ligakonkurrenten IK Oskarshamn. Zur Spielzeit 2022/23 wurde er für ein Jahr von den Fischtown Pinguins Bremerhaven aus der Deutschen Eishockey Liga (DEL) verpflichtet. Anschließend wechselte er zur Saison 2023/24 innerhalb des deutschen Eishockey-Oberhauses für zwei Spielzeiten zu den Straubing Tigers.
Zur Saison 2025/26 heuerte Samuelsson innerhalb des deutschen Sprachraums beim italienischen Klub HC Bozen im Spielbetrieb der ICE Hockey League an.

### International
Samuelsson gehörte bei der U18-Junioren-Weltmeisterschaft 2009 zum Aufgebot des US-amerikanischen Teams. Dem Verteidiger gelangen in sieben Turnierspielen drei Torvorbereitungen. Am Turnierende krönten sich die Amerikaner durch einen 5:0-Finalsieg über Russland zum U18-Weltmeister.

## Erfolge und Auszeichnungen
- 2010 Lamoriello-Trophy-Gewinn mit dem Boston College
- 2010 NCAA-Division-I-Championship mit dem Boston College
- 2011 Lamoriello-Trophy-Gewinn mit dem Boston College

### International
- 2009 Goldmedaille bei der U18-Junioren-Weltmeisterschaft

## Karrierestatistik
Stand: Ende der Saison 2024/25

### International
Vertrat die USA bei:
- U18-Junioren-Weltmeisterschaft 2009

(Legende zur Spielerstatistik: Sp oder GP = absolvierte Spiele; T oder G = erzielte Tore; V oder A = erzielte Assists; Pkt oder Pts = erzielte Scorerpunkte; SM oder PIM = erhaltene Strafminuten; +/− = Plus/Minus-Bilanz; PP = erzielte Überzahltore; SH = erzielte Unterzahltore; GW = erzielte Siegtore; 1 Play-downs/Relegation; Kursiv: Statistik nicht vollständig)

## Familie
Samuelsson ist der Sohn des ehemaligen schwedischen Nationalspielers und mehrfachen Stanley-Cup-Gewinners Ulf Samuelsson, der 1212 Spiele in der National Hockey League bestritt. Seine drei Geschwister sind allesamt dem Eishockeysport verbunden. Sein Bruder Henrik Samuelsson (* 1994) wurde im NHL Entry Draft 2012 in der ersten Runde ausgewählt. Auch er wurde im Jahr 2011 Weltmeister im U18-Juniorenbereich, ehe er im Spieljahr 2014/15 für die Arizona Coyotes in der NHL debütierte. Der jüngste Bruder Adam (* 2000) gilt ebenfalls als aussichtsreiches Talent. Seine Schwester Victoria Samuelsson (* 1996) ist seit 2013 schwedische Nationalspielerin.